# Prestatiebeurs
De prestatiebeurs is in Nederland een vorm van studiefinanciering. De beurs heeft als eigenschap dat deze pas een gift wordt als er voldoende wordt gepresteerd. Zo kan het bijvoorbeeld zijn dat de student de beurs moet terugbetalen als deze de studie niet afmaakt. De prestatiebeurs werd in Nederland geïntroduceerd in 1996, als opvolger voor de tempobeurs die gold voor studenten die voor 1996 aan hun studie waren begonnen. 
In Nederland bestaat de studiefinanciering uit een basisbeurs, een aanvullende beurs, een studentenreisproduct en eventueel een rentedragende lening. De eerste drie gezamenlijk vormen een prestatiebeurs die gedurende de studie al wordt uitgekeerd als een lening, en wordt omgezet in een gift bij het afronden van de studie of een deel (bachelor of master) ervan. Een propedeuse is een tussentijds, maar geen afsluitend diploma. Het halen daarvan heeft geen effect op de prestatiebeurs. Alleen als een afsluitend diploma wordt behaald binnen de diplomatermijn, wordt de prestatiebeurs omgezet in een gift.
De rentedragende lening dient altijd te worden terugbetaald. De basisbeurs is alleen afhankelijk van het feit of de student in- of uitwonend is bij zijn ouders of andere familie, de aanvullende beurs is ook nog eens afhankelijk van het inkomen van de ouders. Wanneer de student niet binnen 10 jaar zijn studie afrondt, dient hij zijn beurs terug te betalen over het niet afgeronde deel. Wanneer de student dus bijvoorbeeld wel de bachelor heeft afgemaakt, maar daarna nog anderhalf jaar studiefinanciering heeft ontvangen, hoeft "alleen" die laatste anderhalf jaar te worden terugbetaald. 
In 2007 had 39% van de studenten met een basisbeurs ook een aanvullende beurs; de basisbeurs (voor thuiswonenden) is ongeveer gelijk aan de kinderbijslag die scholieren ontvangen, maar studenten van 18 jaar en ouder moeten zich wel zelf verzekeren voor ziektekosten, waaraan de hele basisbeurs (voor thuiswonenden) opgaat.
De beurs moest ook terugbetaald worden wanneer een student in zijn studietijd meer bijverdiende dan een bepaald maximaal toegestaan bedrag. Dit bedrag lag dermate hoog dat de meeste studenten daar met hun bijbaantje niet aankomen. In 2020 is deze regel afgeschaft en mogen studenten dus onbeperkt bijverdienen zonder dat dit van invloed is op hun studiefinanciering.

## Voetnoten
1. ↑  LenenStudent.nl Aanvullende beurs
2. ↑  Bijverdienen. DUO. Geraadpleegd op 14 april 2024.